# Mazda Furai
La Furai è una concept car sviluppata dalla Mazda nel 2007 e presentata ufficialmente al Salone dell'automobile di Detroit nel 2008.

## Contesto
Questo prototipo è stato realizzato dalla Mazda per mostrare i tratti e linee direttrici del nuovo design della casa automobilistica giapponese – il cosiddetto Nagare –, stile poi opportunamente adattato alla produzione di serie negli anni seguenti; nonché per celebrare i quarant'anni di utilizzo del proprio motore rotativo nelle corse automobilistiche, evocando sotto il profilo della meccanica la Mazda 787B dotata del propulsore Wankel e vincitrice della 24 Ore di Le Mans 1991 (il risultato sportivo di maggior prestigio della casa nipponica nell'ambito dell'automobilismo mondiale).
L'unico esemplare realizzato della Furai è andato distrutto il 19 agosto 2008 in un incendio occorso durante un test per la rivista Top Gear; la notizia della distruzione del prototipo è divenuta pubblica nel settembre 2013, oltre cinque anni dopo l'accaduto.

## Stile
La Furai – il cui nome significa «il suono del vento» – è basata sul telaio in fibra di carbonio dello Sport Prototipo Courage C65 LMP2, impiegato per i campionati come l'ALMS. L'intero corpo vettura è composto da linee rette e acute che sfumano in curve morbide mantenendo un'aerodinamica efficace, mentre il motivo della calandra viene ereditato dalla Mazda 3 del 2009. Oltre al motore rotativo, vi sono altri elementi di richiamo alla Mazda 787B come: il numero "55" su cofano anteriore e fiancate, la particolare apertura delle portiere, il colore arancione che compare su fasce laterali, sull'alettone e diffusore posteriore; sono un omaggio al numero di gara e al colore predominante della 787B.

## Tecnica
Oltre a un design particolare, la concept è dotata anche di un propulsore trirotore Wankel tipo R20B alimentato con il bioetanolo E100 prodotto dalla British Petroleum. Con questa configurazione, il motore produce 450 CV.